# Ваниити
Ваниити (англ. Vaniity, настоящее имя Delilah Vaniity Kotero, род. 26 июля 1973 года) — транссексуальная порноактриса, модель, член зала славы AVN, лауреат премии AVN Awards и ряда других.

## Карьера
Снялась в более чем 70 фильмах и видеороликах и работала с такими компаниями, как Devil’s Film, Evil Angel и Kink.com.

## Награды
- 2004 AVN Award транссексуальный исполнитель года[1]
- 2007 AVN Award транссексуальный исполнитель года (номинально)[2]
- AVN Award — номинация за Virtual Vaniity, первый транссексуальный интерактивный DVD.
- 2011 Tranny Award за жизненные достижения[3]
- 2013 AVN Award транссексуальный исполнитель года
- 2013 включен в зал славы AVN[4]

## Личная жизнь
Родилась 26 июля 1973 года в Уруапане, Мексика. Её семья мигрировала в Саннивейл, Северная Калифорния, когда ей было семь лет. Ваниити из большой семьи; у неё шесть братьев и четыре сестры. По словам Ваниити, она была женоподобным мальчиком, который подсознательно знал, что станет женщиной, когда вырастет.